# Tour de Finisterre 2019
La 34.ª edición de la clásica ciclista Tour de Finisterre fue una carrera en Francia que se celebró el 20 de abril de 2019 con inicio en la ciudad de Saint-Évarzec y final en la ciudad de Quimper sobre un recorrido de 196,1 kilómetros.
La carrera formó parte del UCI Europe Tour 2019, dentro de la categoría UCI 1.1. El vencedor fue el francés Julien Simon del Cofidis, Solutions Crédits seguido del italiano Andrea Vendrame del Androni Giocattoli-Sidermec y el belga Baptiste Planckaert del Wallonie Bruxelles.

## Equipos participantes
Tomaron parte en la carrera 17 equipos: 2 de categoría UCI WorldTeam; 12 de categoría Profesional Continental; y 3 de categoría Continental. Formando así un pelotón de 115 ciclistas de los que acabaron 63. Los equipos participantes fueron:
| WorldTeams (2)- AG2R La Mondiale - Groupama-FDJ Equipos continentales profesionales (12)- Total Direct Énergie - Wanty-Groupe Gobert - Euskadi Basque Country-Murias - Rally UHC Cycling - Arkéa-Samsic - Cofidis, Solutions Crédits - Androni Giocattoli-Sidermec - Delko-Marseille Provence - Israel Cycling Academy - Vital Concept-B&B Hotels - Wallonie Bruxelles - Riwal Readynez Equipos continentales (3)- Saint Michel-Auber 93 - Natura4Ever-Roubaix Lille Métropole - Tarteletto-Isorex |
| |

## Clasificación final
- Las clasificaciones finalizaron de la siguiente forma:[3]

| \| Clasificación general \| Clasificación general \| Clasificación general \| Clasificación general \| Clasificación general \| \| Ciclista \| Ciclista \| Equipo \| Tiempo \| \| \| --------------------- \| ---------------------------- \| ----------------------------- \| --------------------- \| --------------------- \| \| 1.º \| Julien Simon \| Cofidis, Solutions Crédits \| 4 h 42 min 02 s \| \| \| 2.º \| Andrea Vendrame \| Androni Giocattoli-Sidermec \| + 0 s \| \| \| 3.º \| Baptiste Planckaert \| Wallonie Bruxelles \| + 0 s \| \| \| 4.º \| Frederik Backaert \| Wanty-Gobert \| + 0 s \| \| \| 5.º \| Guillaume Martin \| Wanty-Gobert \| + 3 s \| \| \| 6.º \| Benjamin Thomas \| Groupama-FDJ \| + 7 s \| \| \| 7.º \| Óscar Rodríguez Garaicoechea \| Euskadi Basque Country-Murias \| + 11 s \| \| \| 8.º \| Romain Hardy \| Arkéa-Samsic \| + 11 s \| \| \| 9.º \| Jonathan Hivert \| Total Direct Énergie \| + 11 s \| \| \| 10.º \| Dorian Godon \| AG2R La Mondiale \| + 11 s \| \| |                              |                               |                 |
| |                              |                               |                 |
| Fuente: ProCyclingStats |                              |                               |                 |
| Clasificación general |                              |                               |                 |
| Ciclista | Ciclista                     | Equipo                        | Tiempo          |
| 1.º | Julien Simon                 | Cofidis, Solutions Crédits    | 4 h 42 min 02 s |
| 2.º | Andrea Vendrame              | Androni Giocattoli-Sidermec   | + 0 s           |
| 3.º | Baptiste Planckaert          | Wallonie Bruxelles            | + 0 s           |
| 4.º | Frederik Backaert            | Wanty-Gobert                  | + 0 s           |
| 5.º | Guillaume Martin             | Wanty-Gobert                  | + 3 s           |
| 6.º | Benjamin Thomas              | Groupama-FDJ                  | + 7 s           |
| 7.º | Óscar Rodríguez Garaicoechea | Euskadi Basque Country-Murias | + 11 s          |
| 8.º | Romain Hardy                 | Arkéa-Samsic                  | + 11 s          |
| 9.º | Jonathan Hivert              | Total Direct Énergie          | + 11 s          |
| 10.º | Dorian Godon                 | AG2R La Mondiale              | + 11 s          |

## UCI World Ranking
El Tour de Finisterre otorgó puntos para el UCI World Ranking para corredores de los equipos en las categorías UCI WorldTeam, Profesional Continental y Equipos Continentales. Las siguientes tablas son el baremo de puntuación y los corredores que obtuvieron puntos:
| Posición   | 1.º | 2.º | 3.º | 4.º | 5.º | 6.º | 7.º | 8.º | 9.º | 10.º | 11.º | 12.º | 13.º-15.º | 16.º-25.º |
| Puntuación | 125 | 85  | 70  | 60  | 50  | 40  | 35  | 30  | 25  | 20   | 15   | 10   | 5         | 3         |

| Clasificación |                     |                               |        |
| Posición      | Ciclista            | Equipo                        | Puntos |
| ------------- | ------------------- | ----------------------------- | ------ |
| 1.º           | Julien Simon        | Cofidis, Solutions Crédits    | 125    |
| 2.º           | Andrea Vendrame     | Androni Giocattoli-Sidermec   | 85     |
| 3.º           | Baptiste Planckaert | Wallonie Bruxelles            | 70     |
| 4.º           | Frederik Backaert   | Wanty-Gobert                  | 60     |
| 5.º           | Guillaume Martin    | Wanty-Gobert                  | 50     |
| 6.º           | Benjamin Thomas     | Groupama-FDJ                  | 40     |
| 7.º           | Óscar Rodríguez     | Euskadi Basque Country-Murias | 35     |
| 8.º           | Romain Hardy        | Arkéa Samsic                  | 30     |
| 9.º           | Jonathan Hivert     | Total Direct Énergie          | 25     |
| 10.º          | Dorian Godon        | AG2R La Mondiale              | 20     |